# الاتحاد العام للشغالين بالمغرب
الاتحاد العام للشغالين بالمغرب (UGTM) أو (ا.ع.ش.م) هو نقابة مغربية تابعة لحزب الاستقلال. تم إحداث هذه النقابة يوم 20 مارس 1960 من المعارضة داخل الاتحاد المغربي للشغل (UMT). وقد اعترف بالنقابة رسميا من قبل الدولة في 20.
تأسست نقابة ا.ع.ش.م على يد كل من: هاشم أمين، عبد الرزاق أفيلال، محمد الدويري ومحمد الخليفة.

## رؤساء
- هاشم أمين من 20 مارس 1960 حتى 1964.
- عبد الرزاق أفيلال منذ 1964 حتى 29 يناير 2006.
- محمد بنجلون أندلسي من 29 يناير 2006 حتى 4 ديسمبر 2008.
- حميد شباط من 30 يناير 2009 حتى 3 سبتمبر 2012.
- كافي الشراط منذ أكتوبر 2014 حتى 21 ماي 2017 [3]
- حميد شباط منذ 21 ماي إلى اليوم [4]

## هوامش ومصادر
1. ↑   http://ugtm.ma/contact/. {{استشهاد ويب}}: |url= بحاجة لعنوان (مساعدة) والوسيط |title= غير موجود أو فارغ (من ويكي بيانات) (مساعدة)
2. 1 2  "www.ugtm.ma : التنظيم". مؤرشف من الأصل في 2007-03-02. اطلع عليه بتاريخ 2007-03-02.
3. ↑  "الشراط يخلف شباط على رأس نقابة الاتحاد العام للشغالين بالمغرب". Barlamane.com (بar-AR). 12 Oct 2014. Archived from the original on 2014-10-13. Retrieved 2017-05-24.{{استشهاد بخبر}}:  صيانة الاستشهاد: لغة غير مدعومة (link)
4. ↑  "شباط يعود إلى قيادة "الاتحاد العام للشغالين" .. والشراط نائبا". مغرس. مؤرشف من الأصل في 2019-12-11. اطلع عليه بتاريخ 2017-05-24.

### مقالات متعلقة
- النشاط النقابي في المغرب
- حزب الاستقلال
- قائمة نقابات المغرب

### وصلات خارجية
- (بالعربية) (بالفرنسية) الموقع الرسمي لUGTM